# 헬스케어타운
헬스케어타운은 제주특별자치도 서귀포시에 개발 중인 의료 관광 단지다.